# Евдокија Ингерина
Евдокија Ингерина (грч. Ευδοκία Ιγγερίνα) (око 840 – око 882) била је супруга византијског цара Василија I, позната и као љубавница његовог претходника Михаила III те као мајка царева Лава VI и Александра и цариградског патријарха Стефана I.

## Биографија
Евдокија је била кћер Ингера, варјашког гардисте у царској служби. Мајка јој је била у далеком роду са царском породицом.
Њен најближи род су били иконоборци те је била у немилости царице Теодоре. Око 855. године је постала љубавница њеног сина Михаила III, што је изазвало бес царице мајке и моћног министра Теокиста. Михаило је, настојећи смирити скандал, Евдокију дао удати за свог пријатеља Василија; са њом је наставио љубавну везу, а да би Василију ублажио понижење, дозволио му је љубавну везу са властитом сестром Теклом.
Евдокија је 866. родила сина Лава, а потом 867. и Стефана. Иако су службено била Василијева деца, јавност, па и сам Василије су у то сумњали. Њен најмлађи син Александар је, с друге стране, рођен након Михаиловог убиства, па се сматра Василијевим сином.
Десет година након почетка Василијеве владавине, започела је нову љубавну везу с једним човеком. Када је то дознао, Василије га је дао присилно затворити. Недуго пре смрти је одабрала Теофанију за супругу свом сину Лаву. Умрла је око 882. године.